# Нікольське-на-Черемшані
Нікольське-на-Черемшані (рос. Никольское-на-Черемшане) — село в Мелекеському районі Ульяновської області Російської Федерації.
Населення становить 1640 осіб. Входить до складу муніципального утворення Ніколочеремшанське сільське поселення.

## Історія
Від 2004 року входить до складу муніципального утворення Ніколочеремшанське сільське поселення.

## Населення
| 1970 | 1979  | 1989  | 2002  | 2010  |
| ---- | ----- | ----- | ----- | ----- |
| 3763 | ↘2762 | ↘2018 | ↘1984 | ↘1640 |